# مهرة (ممثلة)
مهرة، ممثلة سعودية، بدأت العمل الفني بعام 2010.ممثلة سعودية وأسمها الحقيقي هو علا محمد الشامسي من مواليد 28 ديسمبر 1984 في مدينة الرياض بالسعودية بدأت العمل الفني بعام 2010 لتشارك في عدة أعمال وخاصة مع الممثل السعودي حسن عسيري.

## أعمالها
- 2009: الخادمة.
- 2010: من عيوني.
- 2011: ملف علاقي.
- 2011: أيام وليالي.

## روابط خارجية
- مهرة على موقع قاعدة بيانات الأفلام العربية